# بلن‌هایم (۱۸۳۴)
بلن‌هایم (۱۸۳۴) (به انگلیسی: Blenheim (1834)) یک کشتی است. این کشتی در سال ۱۸۳۴ ساخته شد.